# Hicorius ovalis
Hicorius ovalis là một loài thực vật có hoa trong họ Juglandaceae. Loài này được (Wangenh.) Ashe mô tả khoa học đầu tiên năm 1918.